# Ace Ventura 3
Ace Ventura 3 (Ace Ventura, Jr.: Pet Detective) è un film del 2009 diretto da David M. Evans. È il terzo e ultimo film di Ace Ventura. Si tratta di un sequel/spin-off televisivo del film Ace Ventura, anche se Jim Carrey non appare in questo film.

## Trama
Ventura deve seguire le orme di suo padre (Ace Ventura Sr.) per salvare sua madre dall'andare in prigione.
All'inizio, l'asso insegue un topo che viene chiamato topo. Lo prende e cammina dritto nell'habitat di alligatore. Più tardi in un sogno Ace vede un panda, Ting Tang, essere catturato. Presto sua madre viene incolpata per il furto. Chiede se può fare una telefonata. Chiama Rex Ventura, il nonno paterno di Ace, ma non prima di una scena esilarante in cui Ace Sr. esce da un Rhino. Rex racconta ad Ace (Jr.) la storia della famiglia Ventura e il loro rapporto con gli animali. Rex Ventura è un uomo anziano con diversi animali come un gatto, una tartaruga e un cane che Ace pensa sia morto, ma prende vita con l'espressione "torta alla crema".
Al processo di sua madre, Ace Jr. presenta prove che dimostrano che sua madre non avrebbe potuto commettere il crimine di aver rubato il panda a Ting-Tang; tuttavia, il Ranger (quello che non piace ad Ace), elimina le prove e la madre di Ace viene infine portata in prigione.
A scuola il giorno successivo, Ace sente che gli animali domestici di molti dei suoi compagni di classe (compreso quello di Laura, per cui ha una cotta) sono scomparsi. Dopodiché, Ace parla con un ragazzo soprannominato A-Plus (che viene chiamato per scherzo, poiché la scuola non riconosce alcun voto superiore a una A). A-Plus ha un laboratorio nascosto nel suo armadietto, che Ace usa come ufficio. Ace, Laura e A-Plus lavorano insieme per trovare il colpevole, e inizialmente presumono che uno scienziato di animali di nome Dr. Sickinger sia il ladro di panda, principalmente perché aveva creato un sito web chiamato PandaHub. Tuttavia, lo scienziato, un po' 'folle, alla fine si è dimostrato innocente e finisce per lavorare con i bambini per trovare il vero colpevole. Mentre lavora con il Dr. Sickinger, Ace e i suoi amici scoprono che lavorava per Quenton Pennington Jr. ( Reed Alexander), un bambino ricco il cui motto familiare è "Ciò che un Pennington vuole, ottiene un Pennington". Alla fine, Ace e il suo equipaggio scoprono che il padre di Pennington Jr., Pennington Sr., aveva rubato Ting Tang, così come un gruppo di altri animali famosi (Tabby il gatto soriano, Princess il cagnolino, Freedom the Hawk e Calypso the Magic Horse) e lo stesso Pennington Jr. avevano rubato gli animali domestici ai compagni di classe di Ace. Il padre e il figlio vengono arrestati per i loro crimini, la signora Ventura viene finalmente liquidata e l'asso viene premiato per i suoi eroi.
Il padre di Ace non appare in questo film. Fino all'arrivo di Rex, ogni volta che Ace Jr. chiedeva a sua madre di suo padre, gli diceva semplicemente che era scomparso durante un viaggio di lavoro da bambino e non avrebbe approfondito i dettagli. Tuttavia, prima di essere portata in prigione (prima dell'arrivo di Rex), elabora ciò che è accaduto ad Ace Sr.: quando il loro figlio era ancora solo un bambino, Ace aveva salvato un gruppo di animali in via di estinzione e mentre li faceva volare in salvo, l'aereo erano spariti da qualche parte sopra il Triangolo delle Bermuda , e Ace Ventura Sr. non fu mai più visto o sentito da quel momento.

## Produzione
La produzione del film è iniziata ad Orlando, in Florida, il 17 settembre 2007, è stato e scritto da Jeff Sank, Jason Heimberg, e Justin Heimberg.

## Critiche
Il film ha ricevuto critiche in gran parte negative. Film Threat ha dato al film 1½ stelle su 5, Common Sense media ha dato 2 stelle su 5, mentre film Metropolis ha dato una recensione negativa al film.